# Cymbicopia
Cymbicopia is een geslacht van kreeftachtigen uit de klasse van de Ostracoda (mosselkreeftjes).

## Soorten
- Cymbicopia brevicosta Kornicker, 1975
- Cymbicopia brevicostata Kornicker, 1975
- Cymbicopia cervix Kornicker, 1995
- Cymbicopia climax Kornicker, 1995
- Cymbicopia hanseni (Brady, 1898) Kornicker, 1975

Niet geaccepteerde soorten:
- Cymbicopia hispida geaccepteerd als Neomuelleriella hispida (Brady, 1898)
- Cymbicopia zealandica geaccepteerd als Neomuelleriella zealandica (Poulsen, 1965)